# Sōryū (tàu sân bay Nhật)
Sōryū (tiếng Nhật: 蒼龍 Thương Long, có nghĩa là "rồng xanh") là một tàu sân bay của Hải quân Đế quốc Nhật Bản. Nó từng tham gia trận tấn công Trân Châu Cảng, và bị đánh chìm trong trận Midway.

## Mô tả

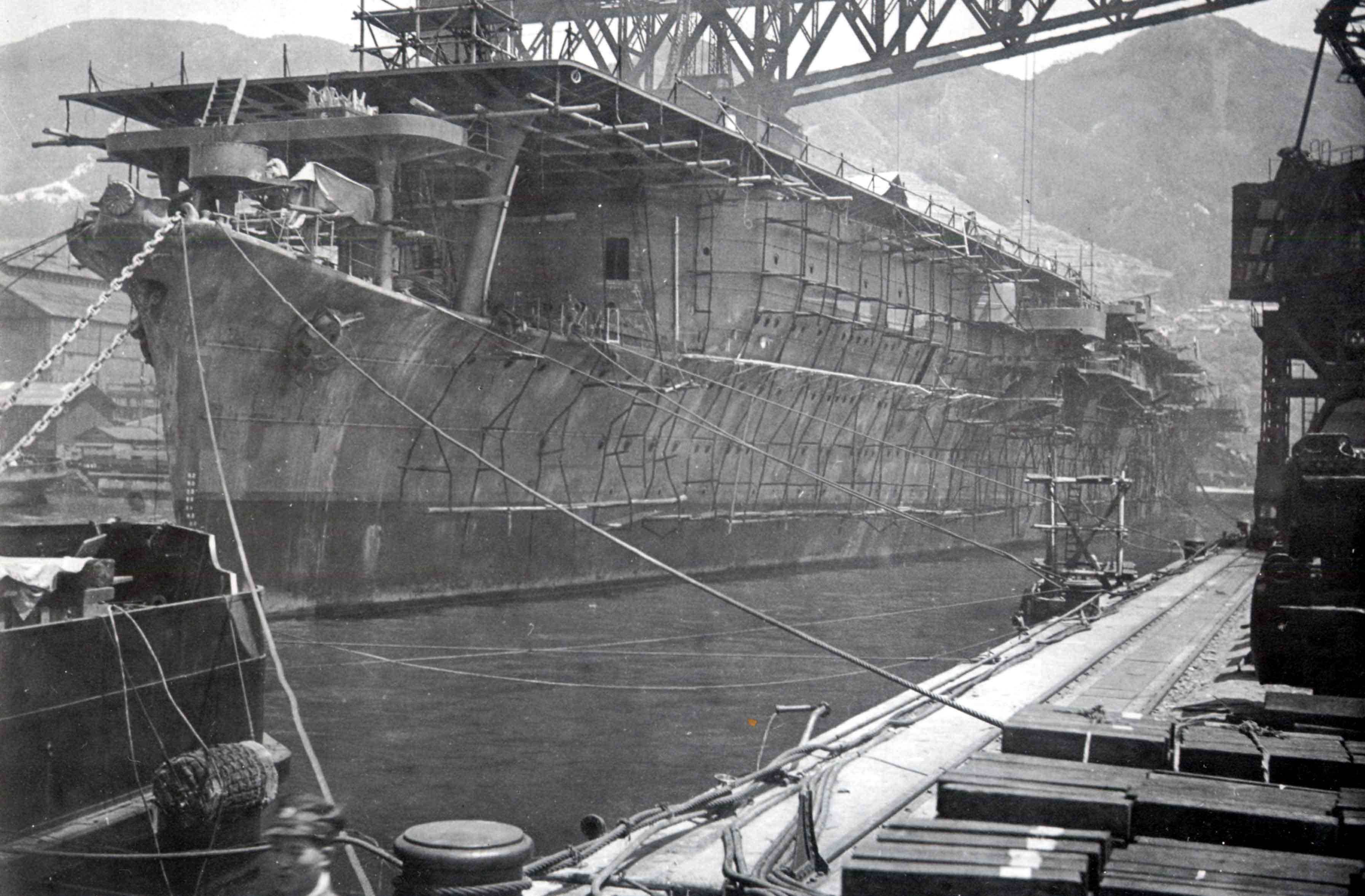
Chiếc Sōryū đang được chế tạo tại Xưởng Hải quân Kure, năm 1937.

Sōryū được chế tạo tại Xưởng hải quân Kure, Nhật Bản, được đặt lườn ngày 20 tháng 11 năm 1934, được hạ thủy ngày 23 tháng 12 năm 1935 và được đưa vào hoạt động ngày 29 tháng 12 năm 1937. Không giống như một số tàu sân bay trước đó của Hải quân Nhật vốn được thiết kế lại từ sườn những chiếc tàu chiến tuần dương (Akagi) hay thiết giáp hạm (Kaga), nó được thiết kế ngay từ đầu như là một tàu sân bay. Với vận tốc đạt gần đến 65 km/h (35 knot), nó là chiếc tàu sân bay nhanh nhất thời đó lúc được hạ thủy.

## Lịch sử hoạt động
Vào lúc khởi đầu Mặt trận Thái Bình Dương, dưới sự chỉ huy của Thuyền trưởng Yanagimoto Ryusaku, Sōryū là một trong sáu tàu sân bay Nhật hình thành nên lực lượng đặc nhiệm (Kido Butai) tham gia tấn công Trân Châu Cảng vào ngày 7 tháng 12 năm 1941. Nó đã tung ra hai đợt không kích vào các căn cứ của Hải quân Mỹ. Đợt thứ nhất nhắm vào các thiết giáp hạm Nevada, Tennessee và West Virginia với bom xuyên thép và nhắm vào những chiếc Utah, Helena, California và Raleigh với ngư lôi, cũng như tấn công vào những máy bay đang đậu tại Căn cứ Hải quân Barbers Point. Đợt thứ hai nhắm vào những chiếc California, Raleigh, Kaneohe và các cơ sở của xưởng tàu Hải quân.
Từ ngày 21 đến ngày 23 tháng 12 năm 1941, Sōryū tung ra các đợt không kích nhắm vào đảo Wake. Vào tháng 1 năm 1942 nó hỗ trợ cuộc chiếm đóng quần đảo Palau Islands và Trận Ambon. Vào ngày 19 tháng 2 Sōryū tung ra đợt không kích vào Darwin (Úc). Vào tháng 3 năm 1942 nó tham gia Trận chiến biển Java, giúp đánh chìm chiếc tàu chở dầu Mỹ Pecos.
Vào tháng 4 năm 1942, Sōryū tham gia trận không kích Ấn Độ Dương, tung ra các đợt không kích vào căn cứ của Hải quân Hoàng gia tại Ceylon ngày 5 tháng 4, và giúp đánh chìm các tàu tuần dương Cornwall và Dorsetshire của Hải quân Anh. Vào ngày 9 tháng 4 nó giúp đánh chìm chiếc tàu sân bay Anh Hermes và tàu khu trục Australia HMAS Vampire theo hộ tống.
Vào ngày 19 tháng 4 năm 1942 nó truy đuổi các tàu sân bay Mỹ Hornet và Enterprise sau cuộc Đột kích Doolittle, nhưng không thành công.

### Trận Midway
Vào tháng 6 năm 1942 Sōryū là một trong bốn tàu sân bay trong Hạm đội Hàng không thứ Nhất do Phó Đô Đốc Chuichi Nagumo chỉ huy tham gia Trận Midway. Lực lượng máy bay của nó bao gồm 21 chiếc máy bay tiêm kích Mitsubishi A6M "Zero", 21 chiếc máy bay ném bom bổ nhào Aichi D3A "Val" và 21 chiếc máy bay ném bom-ngư lôi Nakajima B5N "Kate". Lưu trữ ngày 5 tháng 2 năm 2007 tại Wayback Machine Vào ngày 4 tháng 6 nó tung ra một đợt tấn công vào căn cứ Mỹ trên đảo Midway. Lúc 10 giờ 25 phút, trong khi chuẩn bị để tung ra đợt tấn công thứ hai nhắm vào nhóm tàu sân bay Mỹ, nó bị một nhóm 13 chiếc máy bay ném bom bổ nhào SBD Dauntless từ tàu sân bay Yorktown tấn công. Sōryū trúng phải ba quả bom 454 kg (1.000 lb), một quả xuyên thủng đến sàn chứa máy bay bên dưới trong khi hai quả kia nổ trong sàn chứa máy bay phía trên. Các sàn chứa đang đầy những chiếc máy bay được vũ trang và bơm đầy nhiên liệu chuẩn bị cho đợt tấn công sắp tới, đã gây ra các vụ nổ tiếp nối. Không lâu sau các đám cháy trên tàu trở nên không thể kiểm soát được. Vào lúc 10 giờ 40 phút nó ngừng chạy và các thủy thủ của nó được các tàu khu trục Isokaze và Hamakaze cứu vớt. Sōryū chìm lúc 19 giờ 13 phút ở tọa độ 30°38′B 179°13′T / 30,633°B 179,217°T. Tổn thất của thủy thủ đoàn lên đến 711 người trong tổng số 1.103, bao gồm Thuyền trưởng Yanagimoto, người đã chọn ở lại trên con tàu. Đây là tỉ lệ tổn thất cao nhất trong tất cả các tàu sân bay Nhật Bản bị mất trong trận Midway, phần lớn là do sự tàn phá trên cả hai sàn chứa máy bay.
Báo cáo chính thức của Đô đốc Nagumo ngụ ý rằng chiếc Sōryū tự chìm, nhưng các nghiên cứu sau này cho biết nó bị đánh đắm bởi các ngư lôi phóng ra từ tàu khu trục Isokaze.

## Danh sách thuyền trưởng

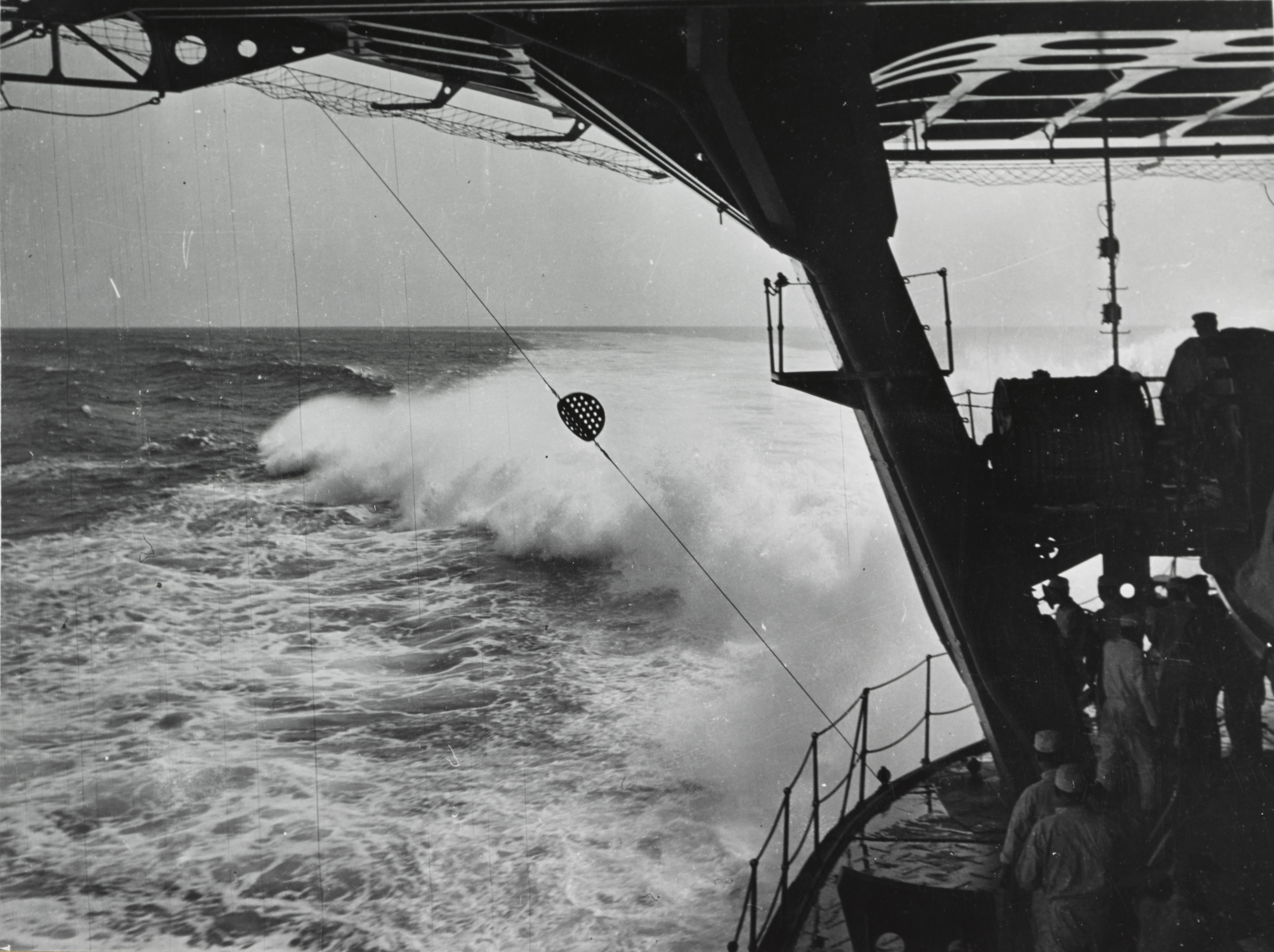
Sōryū đạt vận tốc 35 knot khi chạy thử, tháng 11 năm 1937.

- Ichiro Ono (sĩ quan trang bị trưởng): 23 tháng 12 năm 1935 - 1 tháng 4 năm 1936
- Takeo Okumoto (sĩ quan trang bị trưởng): 1 tháng 4 năm 1936 - 1 tháng 12 năm 1936
- Akitomo Beppu (sĩ quan trang bị trưởng): 1 tháng 12 năm 1936 - 16 tháng 8 năm 1937
- Akitomo Beppu: 16 tháng 8 năm 1937 - 1 tháng 12 năm 1937
- Kinpei Teraoka: 1 tháng 12 năm 1937 - 15 tháng 11 năm 1938
- Keizo Uwano: 15 tháng 11 năm 1938 - 15 tháng 10 năm 1939
- Sadayoshi Yamada: 15 tháng 10 năm 1939 - 15 tháng 10 năm 1940
- Wataru Kamase: 15 tháng 10 năm 1940 - 25 tháng 11 năm 1940
- Kanae Kosaka: 25 tháng 11 năm 1940 - 12 tháng 9 năm 1941
- Kiichi Hasegawa: 12 tháng 9 năm 1941 - 6 tháng 10 năm 1941
- Ryusaku Yanagimoto: 6 tháng 10 năm 1941 - 4 tháng 6 năm 1942 (tử trận)

## Văn hóa đại chúng
Nhân vật Asuka Langley Soryu trong loạt phim hoạt hình Neon Genesis Evangelion được đặt tên theo chiếc tàu sân bay này, cũng như là chiếc tàu sân bay Mỹ Langley.